# 쇠네르보르

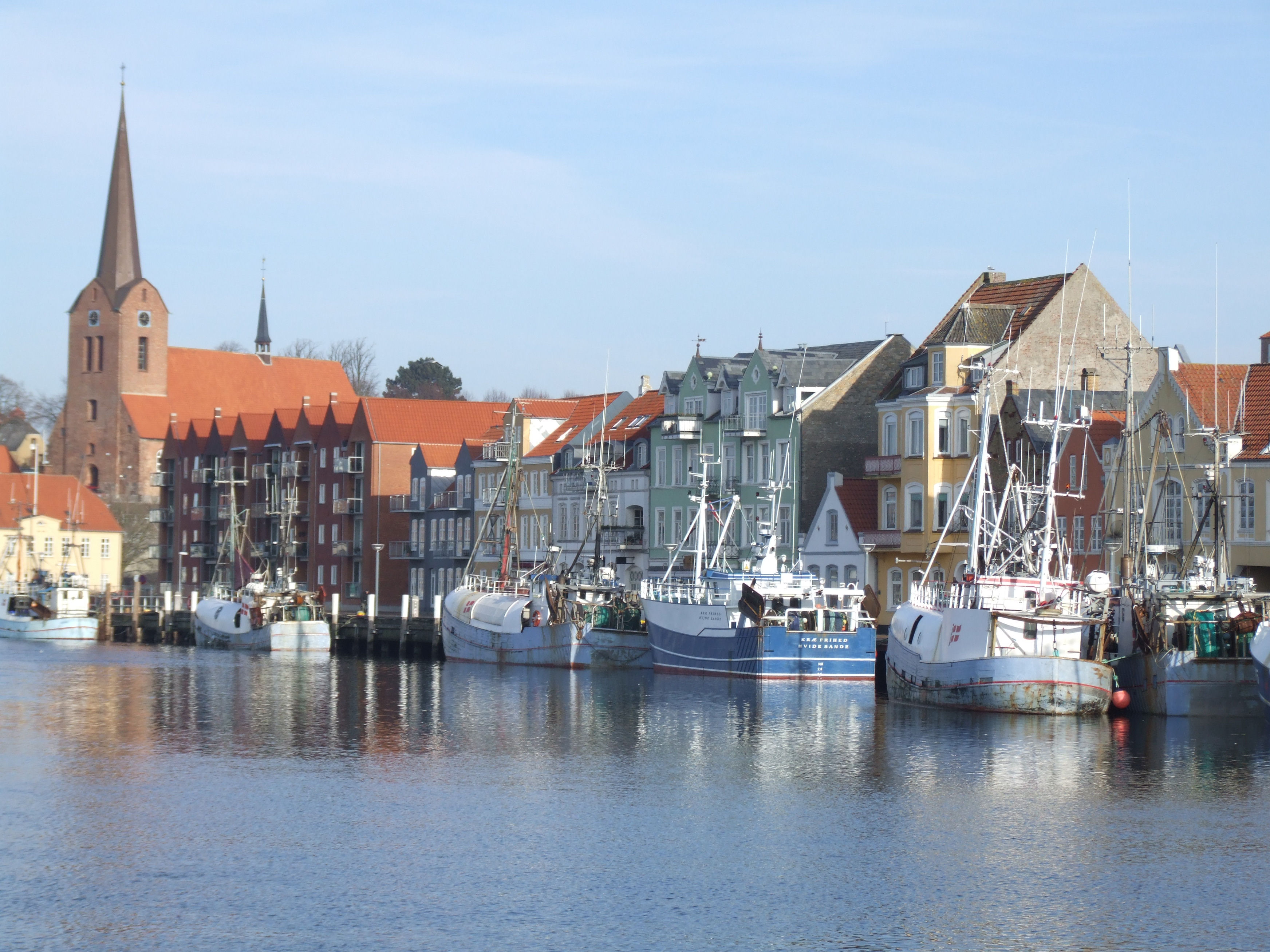
쇠네르보르항

쇠네르보르(덴마크어: Sønderborg, 독일어: Sonderburg 존더부르크[*])는 덴마크 남덴마크 지역에 위치한 도시로, 면적은 496.57 km2(쇠네르보르시 면적), 인구는 27,304명(2012년 1월 1일 기준)이며 행정 구역상으로는 쇠네르보르시에 속한다.

## 개요
도시 안에는 쇠네르보르성과 덴마크 육군 병장 학교, 산스비에르 저택이 있다. 시 중심부에 있는 쇠네르보르성은 지역의 문화와 역사를 주제로 한 박물관으로 사용되고 있으며 1년 내내 공개된다. 산스비에르 저택은 역대 쇠네르보르공의 소유지로 남아 있었지만 1954년 레펜틀로(Reventlow) 가가 오르후스 대학에 기증했다. 1906년 독일군이 알스 피오르에 성과 같이 생긴 병영을 건설했는데 오늘날에는 덴마크 육군사관학교로 사용되고 있다.
쇠네르보르 구 시가지는 알스섬에 있지만 시가지는 윌란반도 본토에 있는 뒤뵐(Dybbøl)까지 뻗어 있다.

## 역사
쇠네르보르는 1864년 제2차 슐레스비히홀슈타인 전쟁 이전까지 슐레스비히 공국의 영토로 남아 있었다. 1920년 북슐레스비히를 덴마크에 할양하기로 결정한 국민투표 당시 전체 주민의 43.8%가 덴마크 할양에 찬성했고 56.2%가 독일 잔류에 찬성했다.